# Флаг Усть-Лабинского городского поселения
Флаг Усть-Лаби́нского городского поселения Усть-Лабинского района Краснодарского края Российской Федерации — опознавательно-правовой знак, служащий официальным символом муниципального образования.
Флаг утверждён 2 февраля 2010 года и внесён в Государственный геральдический регистр Российской Федерации с присвоением регистрационного номера 5927.

## Описание
«Прямоугольное полотнище с отношением ширины к длине 2:3,состоящее из трёх частей, расположенных симметрично относительно вертикальной оси — одной красной части (в 1/4 полотнища, в виде равнобедренного треугольника, основание которого совпадает с верхним краем полотнища) и двух синих (у древка и у свободного края), разделённых тремя белыми сходящимися полосами шириной в 1/6 ширины полотнища. На фоне красной части и двух примыкающих белых полос расположено изображение жёлтой одноярусной башни с чёрными швами кладки, красными аркой и бойницами в зубцах».

## Обоснование символики
Флаг языком символов и аллегорий отражает исторические, культурные и экономические особенности городского поселения.
Изображение укрепления в виде одноярусной башни указывает на Александровскую крепость, основанную под руководством А. В. Суворова, вокруг которой, впоследствии, выросла станица, а затем районный центр — город Усть-Лабинск. Открытые ворота символизируют гостеприимство и радушие жителей городского поселения.
Жёлтый цвет (золото) — символ достатка, стабильности, почёта.
Белый вилообразный крест аллегорически указывает на место слияния двух рек — Кубани и Лабы, где и располагается город Усть-Лабинск.
Белый цвет (серебро) — символ простоты и ясности, мудрости и мира.
Красный цвет аллегорически указывает на то, что крепость построена регулярными частями под предводительством А. В. Суворова, а синий цвет является определяющим цветом у донских и линейных казаков и аллегорически указывает на то, что эти казаки со временем сменили регулярные части в крепости, а рядом с крепостью основали станицу.
Красный цвет — символ мужества, красоты, праздника и труда.
Синий цвет — символ чести, добродетели, истины.